# 中国海警局
中国海警局（英語：China Coast Guard，缩写：CCG），即中国人民武装警察部队海警总队，是中华人民共和国的海洋边界警卫部队，依照《中华人民共和国海警法》履行海上维权执法职责。海警局在2013年国务院机构改革后，吸收了海监、渔政和缉私的船只。自2018年起，队伍整体隶属中国人民武装警察部队，便于协调统一管理。截至2023年底，中國海警拥有千吨级以上公务执法船120艘。

## 沿革
2013年3月，根据第十二届全国人民代表大会第一次全体会议通过的《国务院机构改革和职能转变方案》，中华人民共和国政府将原国土资源部轄下的国家海洋局及其所辖的中国海监总队、公安部所屬的公安边防海警部队、农业部所屬的中国渔政、海关总署所屬的海上缉私警察整合为“中国海警局”。中国海警局与国家海洋局是一个单位，两块牌子。中国海警局局长由公安部分管海警工作的正部级副部长兼任，政委由海洋局局长兼任。国家海洋局對外以“中國海警局”名義进行執法活动，同时接受中华人民共和国公安部的业务指导。
2018年3月21日，根据中国共产党第十九届中央委员会第三次全体会议审议通过的《深化党和国家机构改革方案》，海警隊伍轉隸武警部隊。
2018年6月22日，根据第十三届全国人民代表大会常务委员会第三次会议通过的《全国人民代表大会常务委员会关于中国海警局行使海上维权执法职权的决定》，海警队伍整体划归中国人民武装警察部队领导指挥，调整组建中国人民武装警察部队海警总队，称中国海警局，统一履行海上维权执法职责。
2018年7月1日零时起，海警队伍整体划归武警部队领导指挥。转隶过渡期间，原中国海警局所属各省级海警总队筹备组调整为武警各省级海警总队筹备组。
2019年，武警海警总队直属部队组建完成。改革后，武警海警总队（中国海警局）设置北海海区指挥部（中国海警局北海分局）、东海海区指挥部（中国海警局东海分局）、南海海区指挥部（中国海警局南海分局）。原中国海警局省级海警总队筹备组调整为武警各省级海警支队或各海区指挥部直属支队，加挂所在地省（自治区、直辖市）海警局等牌子，由海区指挥部直属。各沿海地级行政区、县级行政区分别设置海警大队（市级海警局）、海警工作站。
2021年1月22日，中华人民共和国第十三届全国人民代表大会常务委员会第二十五次会议通过《中华人民共和国海警法》，自2021年2月1日起施行。《海警法》规定，“人民武装警察部队海警部队即海警机构，统一履行海上维权执法职责。海警机构包括中国海警局及其海区分局和直属局、省级海警局、市级海警局、海警工作站。”

## 职权
根据《中华人民共和国海警法》，中国海警局承担下列职责：
1. 在管辖海域开展巡航、警戒，值守重点岛礁，管护海上界线，预防、制止、排除危害国家主权、安全和海洋权益的行为；
2. 对海上重要目标和重大活动实施安全保卫，采取必要措施保护重点岛礁以及专属经济区和大陆架的人工岛屿、设施和结构安全；
3. 实施海上治安管理，查处海上违反治安管理、入境出境管理的行为，防范和处置海上恐怖活动，维护海上治安秩序；
4. 对海上有走私嫌疑的运输工具或者货物、物品、人员进行检查，查处海上走私违法行为；
5. 在职责范围内对海域使用、海岛保护以及无居民海岛开发利用、海洋矿产资源勘查开发、海底电（光）缆和管道铺设与保护、海洋调查测量、海洋基础测绘、涉外海洋科学研究等活动进行监督检查，查处违法行为；
6. 在职责范围内对海洋工程建设项目、海洋倾倒废弃物对海洋污染损害、自然保护地海岸线向海一侧保护利用等活动进行监督检查，查处违法行为，按照规定权限参与海洋环境污染事故的应急处置和调查处理；
7. 对机动渔船底拖网禁渔区线外侧海域和特定渔业资源渔场渔业生产作业、海洋野生动物保护等活动进行监督检查，查处违法行为，依法组织或者参与调查处理海上渔业生产安全事故和渔业生产纠纷；
8. 预防、制止和侦查海上犯罪活动；
9. 按照国家有关职责分工，处置海上突发事件；
10. 依照法律、法规和中国缔结、参加的国际条约，在管辖海域以外的区域承担相关执法任务；
11. 法律、法规规定的其他职责。

## 编制
2018年改革后，中国人民武装警察部队海警总队（中国海警局）领导管理下列机构和单位：

### 职能部门
| - 参谋部（执法部） - 政治工作部 | - 保障部 - 纪律检查委员会（监察委员会） |

### 直属部队
| - 东海海区指挥部（中国海警局东海分局）（副军级） - 江苏支队（江苏海警局） - 上海支队（上海海警局） - 浙江支队（浙江海警局） - 福建支队（福建海警局） - 第一支队（直属第一局） - 第二支队（直属第二局） - 第一航空大队 | - 南海海区指挥部（中国海警局南海分局）（副军级） - 广东支队（广东海警局） - 广西支队（广西海警局） - 海南支队（海南海警局） - 第三支队（直属第三局） - 第四支队（直属第四局） - 第五支队（直属第五局） - 第二航空大队 | - 北海海区指挥部（中国海警局北海分局）（副军级） - 辽宁支队（辽宁海警局） - 天津支队（天津海警局） - 河北支队（河北海警局） - 山东支队（山东海警局） - 第六支队（直属第六局） - 第三航空大队 |

### 直属单位
- 中国人民武装警察部队海警总队医院[註 4]

## 历任领导
| 司令员（局长） - 王仲才 武警少将（2018年—2022年7月） - 郁忠 武警少将（2022年12月—） 副司令员（副局长） - 赵学翔 武警少将（2018年—） 参谋长（执法部部长） - 张春儒 武警少将（2018年—2023年） - 张建明 武警少将（2023年—） | 政治委员 - 王良福 武警少将（2019年—2023年） - 李宋德 武警少将（2023年—） 副政治委员 - 张连军 武警少将（2019年—） 政治工作部主任 - 张文辉 武警少将（2019年—） 纪律检查委员会书记 - 张连军 武警少将（2019年—，副政委兼） |

### 海区指挥部
| 武警海警总队东海海区指挥部司令员（中国海警局东海分局局长） - 郁忠 武警少将（2019年—2022年） - 胡尧兴 武警少将（2022年至今） | 武警海警总队东海海区指挥部政治委员（中国海警局东海分局政治委员） - 马永生 武警少将（2019年—） |

| 武警海警总队南海海区指挥部司令员（中国海警局南海分局局长） - 汤四明 武警少将（2019年—） | 武警海警总队南海海区指挥部政治委员（中国海警局南海分局政治委员） - 王汉波 武警少将（2019年—） |

| 武警海警总队北海海区指挥部司令员（中国海警局北海分局局长） - 杜政军 武警少将（2019年—） | 武警海警总队北海海区指挥部政治委员（中国海警局北海分局政治委员） - 周必宽 武警少将（2019年—） |

## 装备

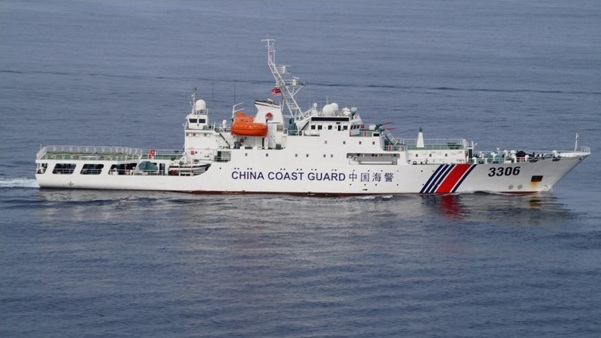
“中国海警3306”船

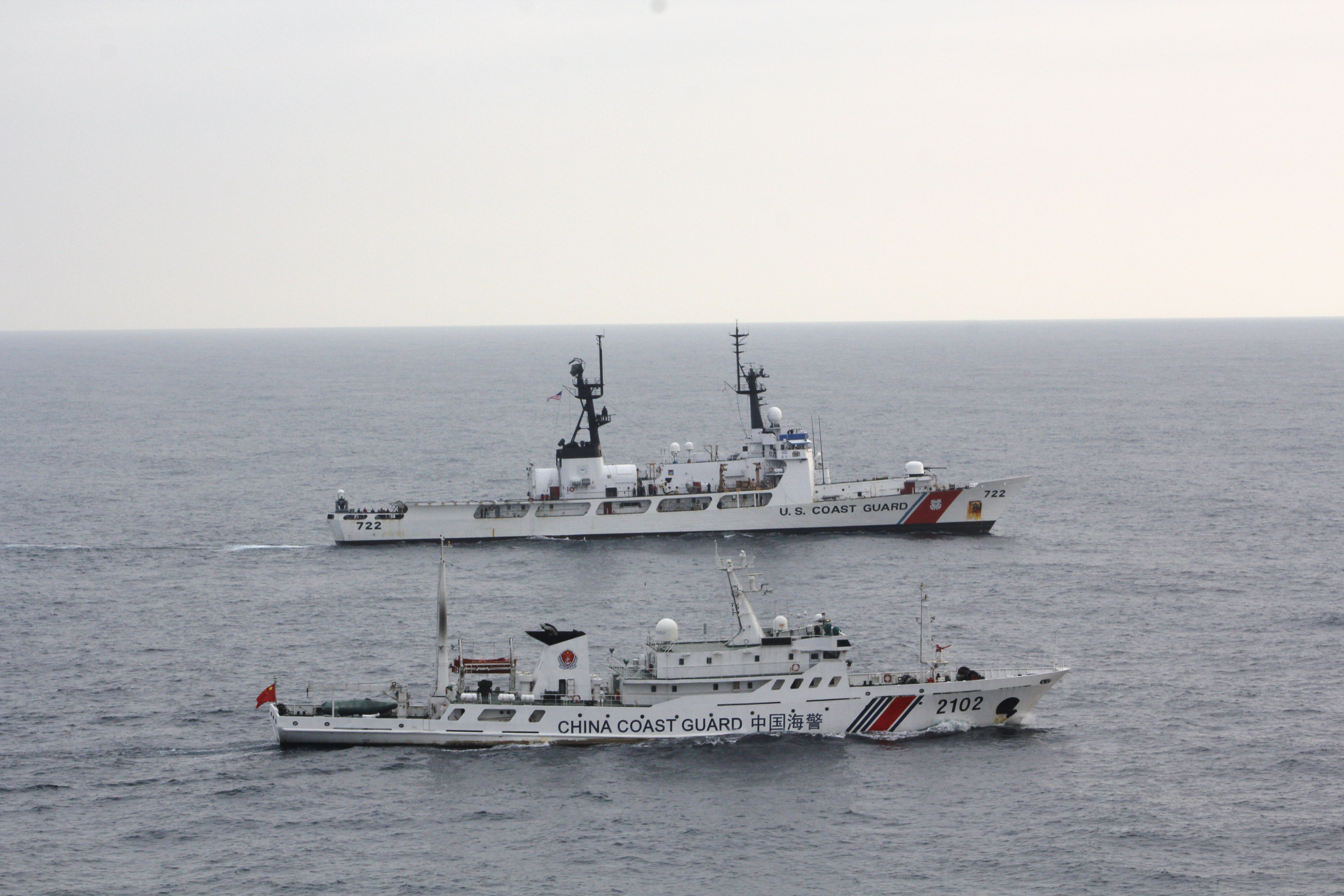
2012年，在北太平洋海域巡逻的中国海警2102船（前）与美国海岸警卫队摩根索号巡逻艦（后）。

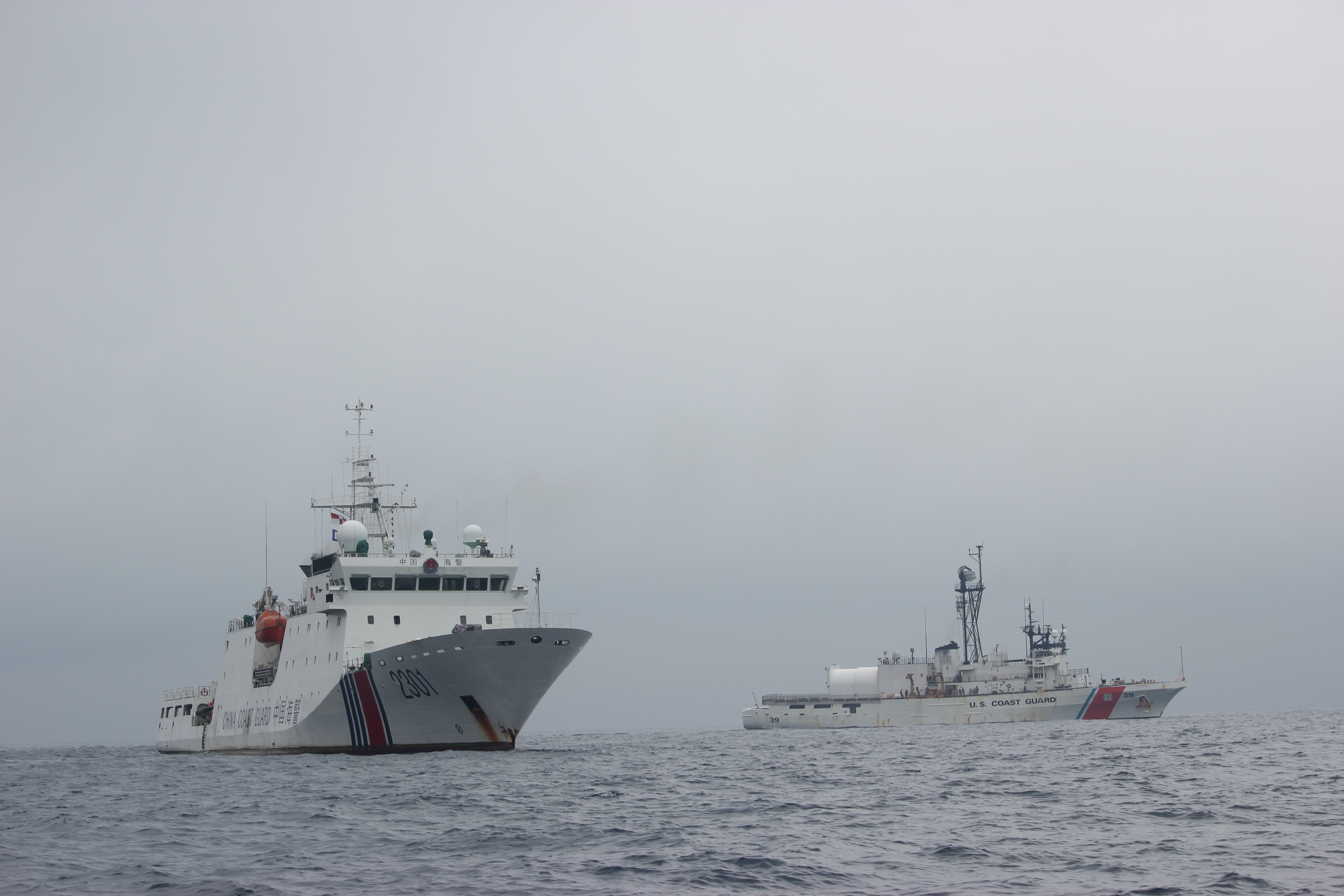
2018年，在日本海海域进行违法渔船移交的中国海警2301船（左）与美国海岸警卫队亚历克斯·哈里号巡逻艦（右）。

### 执法舰艇
中国海警的船只配有自卫武器，统一采用白色船体，船上涂有红蓝相间条纹、中国海警徽章和“中国海警 CHINA COAST GUARD”标志。
2007年3月，海军向海警局移交了两艘053H型导弹护卫舰（44102，前509“常德”舰；46103，前510“绍兴”舰）给海警并重新命名为728型海警舰并重新编号为1002和1003。在当时这两艘船是海洋执法部门最大吨位的执法船。
2017年5月，据报中国已派遣12000吨级的中国海警3901舰前往南海争议海域进行巡逻。海警3901舰是世界上吨位最大的海警执法船，甚至大于美国海军9800吨级的提康德罗加级导弹巡洋舰和8300-9300吨级的阿利·伯克级导弹驱逐舰和當時世界最大的海警巡邏船 - 日本海上保安廳6500噸的PLH32秋津島號。海警3901舰装备了H/PJ-26型单管76毫米舰炮，两座H/PJ-14型单管30毫米舰炮和两挺14.5毫米高射机枪。其後中國海警又加一艘同款海警船 - 海警2901，裝備和3901一樣。
2021至22年，22艘056型導彈護衛艦逐步改裝為海警船，改裝的056型拆掉導彈和火控系統，加裝海上執法大型顯示器和水炮等非致命性執法裝備。
2023年，基于中国海军054A型导弹护卫舰改造的301型海警巡逻舰（非网传818型）陆续下水、试航和服役，成为中国海警水面装备的主力。301型满载排水量接近4000吨，主要武器包括一门76mm舰炮和两门H/PJ-13B型机关炮。目前已有接近10艘列编海警部队，平均每年入列5艘。并且按照目前建造趋势，最终总数可能达到甚至超过20艘。
2024年12月，501型5000吨级大型高速巡逻舰开始试航。
2025年8月11日，中國海警船（CCG-3104）與中国人民解放军海军桂林号导弹驱逐舰相撞，當撞擊發生時，中國海警船船頭疑似站有幾名中國海警船員，海警在南海損失船隻後，多段來自菲律賓國家電視台和一些攝影師拍攝的畫面顯示，菲律賓海軍事後表示事故造成2名中國海警船員喪生。菲方發言人塔里埃拉補充道，我們不確定他們是否救出了船頭的人員，中方海警船未回應菲律賓方面提供的救援和醫療援助。

### 巡逻机
中国海警装备有新舟60H海上巡逻机，同时还装备有数量不少的直-9直升机和一款由运-12改装而成的海上巡逻机。
2025年3月21日，中国正式公开基于翼龙-2（Wing Loong II）的海警巡逻无人机。海警版翼龙2长20.5米，翼展11米，高4.1米，最大起飞重量4.2吨，载荷480公斤，最大速度370公里/小时，升限9000米，滞空时间20小时以上，活动半径超过2000公里。，